# روبرتو ویلا
روبرتو ویلا (ایتالیایی: Roberto Villa؛ ‏ ۲ دسامبر ۱۹۱۵ – ۳۰ ژوئن ۲۰۰۲) هنرپیشه و صداپیشه اهل ایتالیا بود.
از فیلم‌هایی که وی در آن نقش داشته‌است، می‌توان به مادالنا، نمره اخلاق صفر، شاهزاده سیندرلا، هتل لونا، اتاق ۳۴ و مارکو ویسکونتی اشاره کرد.